# 蒙彼利埃主教座堂

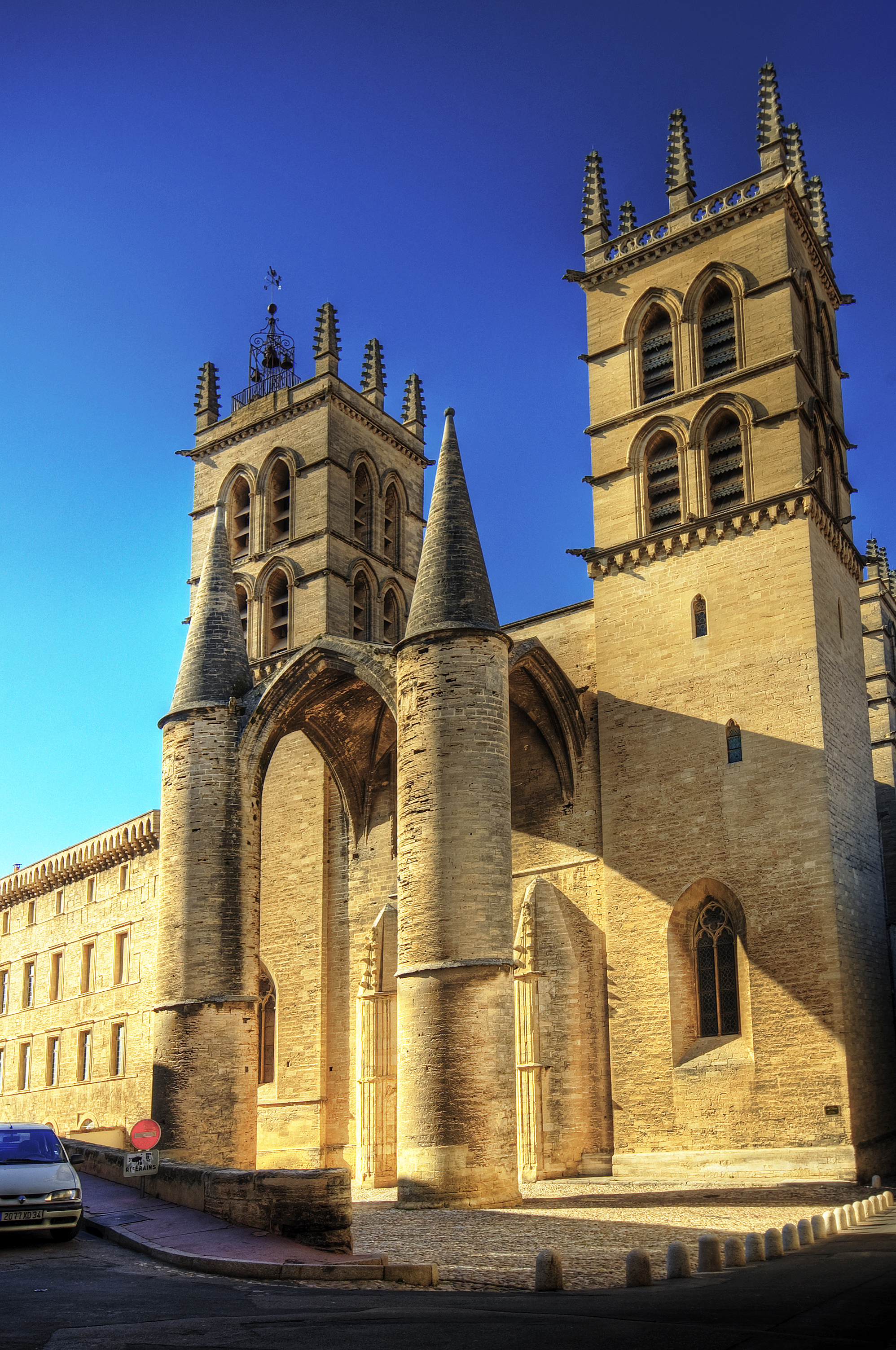
蒙彼利埃主教座堂

蒙彼利埃主教座堂（Montpellier Cathedral）是法國的一座羅馬天主教的教堂，也是法國的國家紀念碑之一。位於蒙彼利埃，是天主教蒙彼利埃總教區的主教座堂。教堂始建於1364年，在16世紀天主教徒和新教徒的宗教戰爭中嚴重受損，在17世紀得到重建。

## 外部連結
- Monum.fr's entry
- Location （页面存档备份，存于）

43°36′48″N 3°52′27″E / 43.61333°N 3.87417°E